# 오오키 타미오
오오키 타미오(일본어: 大木 民夫 おおき たみお[*], 1928년 1월 2일 ~ 2017년 12월 14일)는 일본의 마우스 프로모션에 소속된 성우 겸 나레이터이다. 도쿄도 출신.

## 성우로서의 활동
- 같은 연도 내에서는 작품의 이름에 따라 가나다순으로 정렬되어 있습니다.
- 굵은 글씨는 메인 캐릭터입니다.

### TV 애니메이션
- 시기 미상
  - 날아라! 호빵맨 / 야기 화백2대

- 1968년
  - 개구쟁이 탐정단 / 나카무라 경부, 카가미 코헤이, 노인
  - 거인의 별 / 미즈하라 시게루

- 2012년
  - 모야시몬 리턴즈 / 거물 B
  - 신세계에서 / 무신
  - 죠죠의 기묘한 모험 / 톰 페티

- 2013년
  - 노래의☆왕자님♪ 진심 LOVE 2000% / 마사토의 조부

- 2014년
  - 블랙 불릿 / 텐도 키쿠노죠
  - 스페이스☆댄디 / 아델리의 조부

### 극장판 애니메이션
- 2013년
  - 하루 / 토키오